# Rhypotoses arenacea
Rhypotoses arenacea är en fjärilsart som beskrevs av George Francis Hampson 1893. Rhypotoses arenacea ingår i släktet Rhypotoses och familjen tofsspinnare. Inga underarter finns listade.